# 草加市役所
草加市役所（そうかしやくしょ）は、日本の地方公共団体である埼玉県草加市の執行機関としての事務を行う施設である。職員数は1,809人（2012年4月1日現在）。
2017年（平成29年）1月16日より本庁舎は建替えのため第2庁舎や仮庁舎に機能を移転。2023年（令和5年）5月8日に新庁舎がオープンした。フロアごとにオープン時期は異なる（2023年5月8日 - 6月19日）。

## 本庁舎

### 建物
- 階数 - 地上10階、地下1階[1]
- 構造 - 鉄骨造、一部鉄骨鉄筋コンクリート造[1]
- 建築面積 - 2,502.89平方メートル[1]
- 延床面積 - 18,203.39平方メートル[1]

### フロア案内
| 階  | 概 要 |
| --- | --- |
| 10F | 議場（傍聴席）、委員会室 |
| 9F  | 議会事務局、会派室、議場、議長応接室、議長室、議会図書室                                                                         |
| 8F  | 危機管理課、秘書課、総合政策課、財政課、情報推進課、市長公室                                                                     |
| 7F  | 庶務課、人権共生課、広聴相談課、契約課、市民相談室、契約課会議室、入札室、国際相談コーナー                                       |
| 6F  | 監査委員事務局、みんなでまちづくり課、産業振興課、都市農業振興課、文化観光課、スポーツ振興課、スポーツ施設整備室、広報課、職員課 |
| 5F  | 河川課、道路整備課、建設管理課、維持補修課、都市計画課、開発審査課、建築安全課、みどり公園課                                     |
| 4F  | 市民税課、資産税課、納税課、環境課、くらし安全課、交通対策課、税外債権管理室                                                     |
| 3F  | 保険年金課、後期高齢者・重心医療室、子ども育成課、子育て支援課、保育課、プチみっけ                                               |
| 2F  | パスポートコーナー、福祉政策課、障がい福祉課、長寿支援課、介護保険課                                                             |
| 1F  | 市民課、マイナンバー窓口、会計課、情報コーナー                                                                                   |
| B1  | 駐車場 |

### 展望テラスと議場見学
市役所本庁舎10階にある展望テラスは、市内が一望できる憩いのスペースとして来庁者のために設けられたものである。地上36メートルのテラスからは、東京スカイツリー、好天の日には富士山や秩父山地まで見渡すことができる。
- 地上36メートル　10階
- 平日（月～金・祝日は含まない）　8：30～17：00
- 第2日曜　9：00～16：00
- 荒天（雷雨等）安全上の理由から閉鎖する場合がある。飲み物や軽食を持ち込んでくつろぐことも出来る[5]。

市役所本庁舎
- 本庁舎10F展望テラス
- 展望テラスからの眺望(中央にスカイツリー、右に新宿高層ビル群)
- 雨天時は屋内から展望ができる
- 本庁舎10F議場

議会傍聴・見学
草加市議会は、毎年2月、6月、9月、12月の年4回の定例会と、必要により開催される臨時会において、市民の生活に直接かかわる議案や請願を審議しており、傍聴することができる。
また、2023年７月には小・中学生の夏休み期間を利用し、草加市議会では初となる「なつやすみ議会見学会」が開催され、小・中学生と保護者が参加している。

## 西棟
1998年（平成10年）3月に建設。
- 階数 - 地上5階
- 構造 - 鉄骨鉄筋コンクリート造[1]

## 第二庁舎

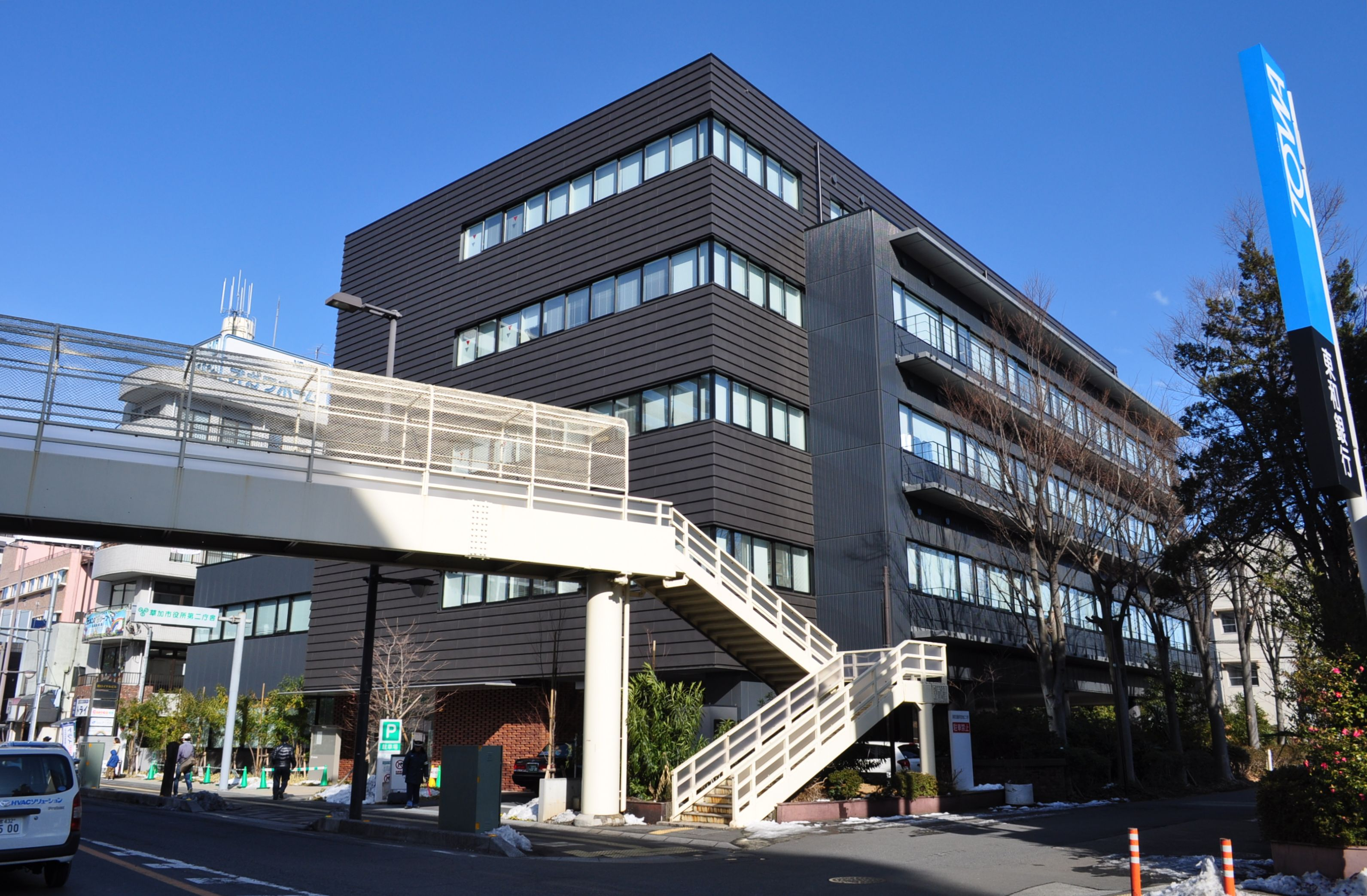
第2庁舎（2018年1月26日撮影）

2016年（平成28年）3月に建設。本庁舎や西棟とは別敷地にある。
- 階数 - 地上5階
- 構造 - 鉄骨造[1]
- 建築面積 - 1,118.90平方メートル[1]
- 延床面積 - 4,139.29平方メートル[1]
- 住所 - 草加市中央1-1-8

## 沿革

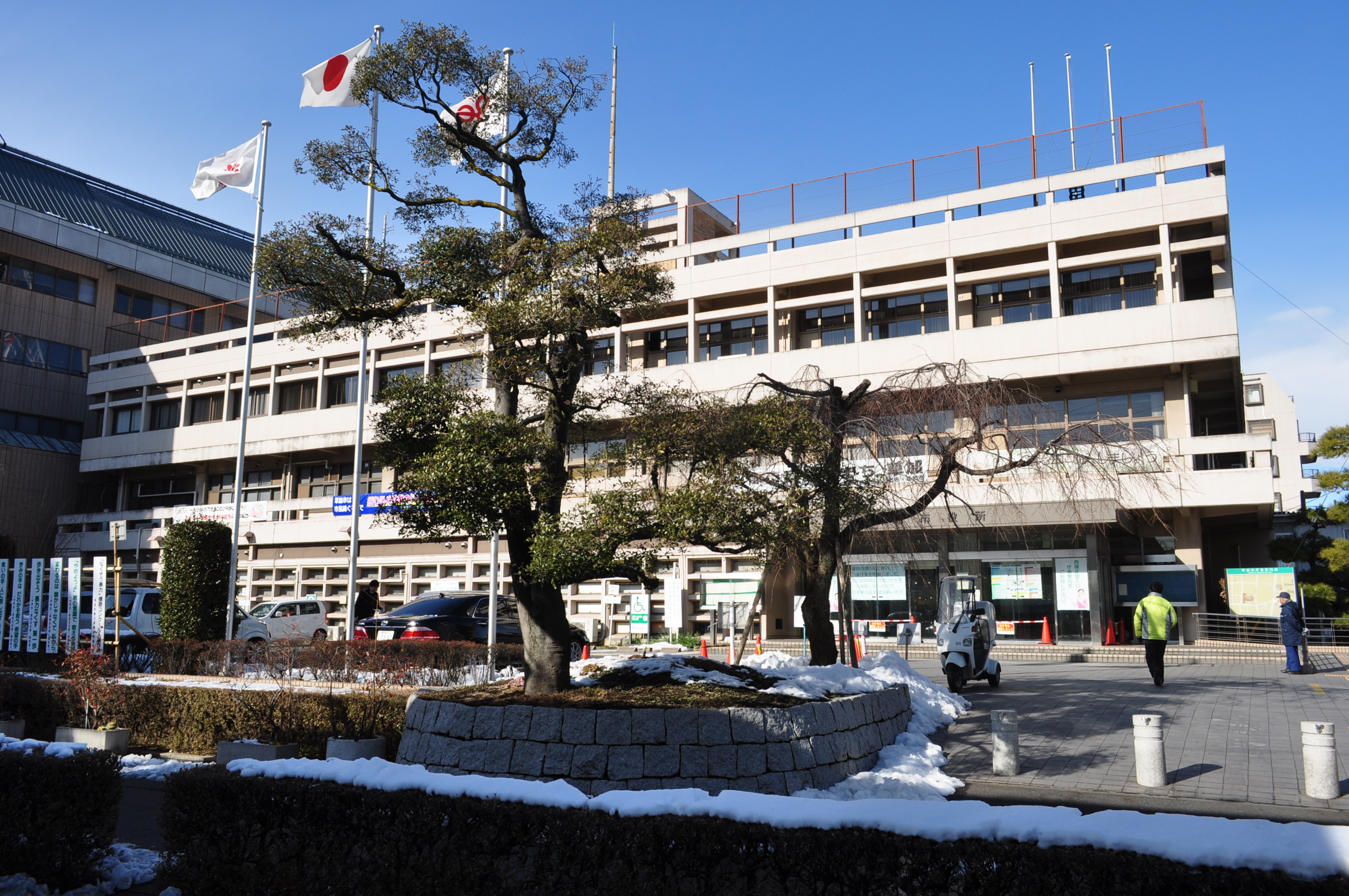
旧草加市役所本庁舎（2018年1月26日撮影）

- 1929年（昭和4年） - 草加町役場が竣工。1965年まで使用。
- 1958年（昭和33年） - 市制施行。
- 1965年（昭和40年）11月 - 本庁舎が竣工[8]。
- 1997年（平成9年）3月 - 本庁舎及び別館の耐震診断を実施（Is値が最小で0.35）[9]。
- 1998年（平成10年）3月 - 本庁舎西棟が竣工[8]。
- 2013年（平成25年）4月 - 本庁舎及び別館の耐震診断を実施（Is値が最小で0.12）[10]。
- 2014年（平成26年）12月 - 第二庁舎建て替え着工[11]。
- 2015年（平成27年）2月 - 新庁舎建設基本構想を発表。
- 2016年（平成28年）3月 - 新第二庁舎完成[8]。
- 2017年（平成29年）
  - 1月 - 建替えに向け本庁舎を閉鎖、市民サービス機能を第2庁舎と仮庁舎に移転。
  - 8月 - 本庁舎建替えに向けた基本設計及び実施設計業務の契約を石本建築事務所と締結[12]。
- 2018年（平成30年）5月 - 基本設計案に対するパブリックコメントを実施。
- 2019年（令和元年）11月 - 新庁舎建設工事の入札を中止[13]。
- 2020年（令和2年）5月 - 新庁舎建設工事（建築工事）の受注者が「戸田・彩光特定建設工事共同企業体」に決定[14]。
- 2023年（令和5年）5月8日 - 新庁舎がオープン[3]。

## アクセス
- 東武伊勢崎線草加駅西口から徒歩5分程度。

## 不祥事
2005年（平成17年）11月、当時の助役（副市長）が贈収賄容疑で逮捕。草加市役所が埼玉県警察による家宅捜索を受けた。助役は2006年（平成18年）4月にさいたま地方裁判所で懲役2年執行猶予4年の判決が確定した。